# El Bosquet (Senan)
El Bosquet és una muntanya de 726 metres que es troba al municipi de Senan, a la comarca catalana de la Conca de Barberà.